# Napp
Napp es un pequeño pueblo pesquero situado en el municipio de Flakstad en el condado de Nordland, Noruega. Está localizado en la parte del norte de la isla de Flakstadøya en el archipiélago de Lofoten. Se sitúa a lo largo de la ruta europea E10, justo al oeste del túnel Nappstraum, que lo conecta a la vecina isla de Vestvågøya. En 2015, tenía una población de 208 personas.

## Galería de imágenes

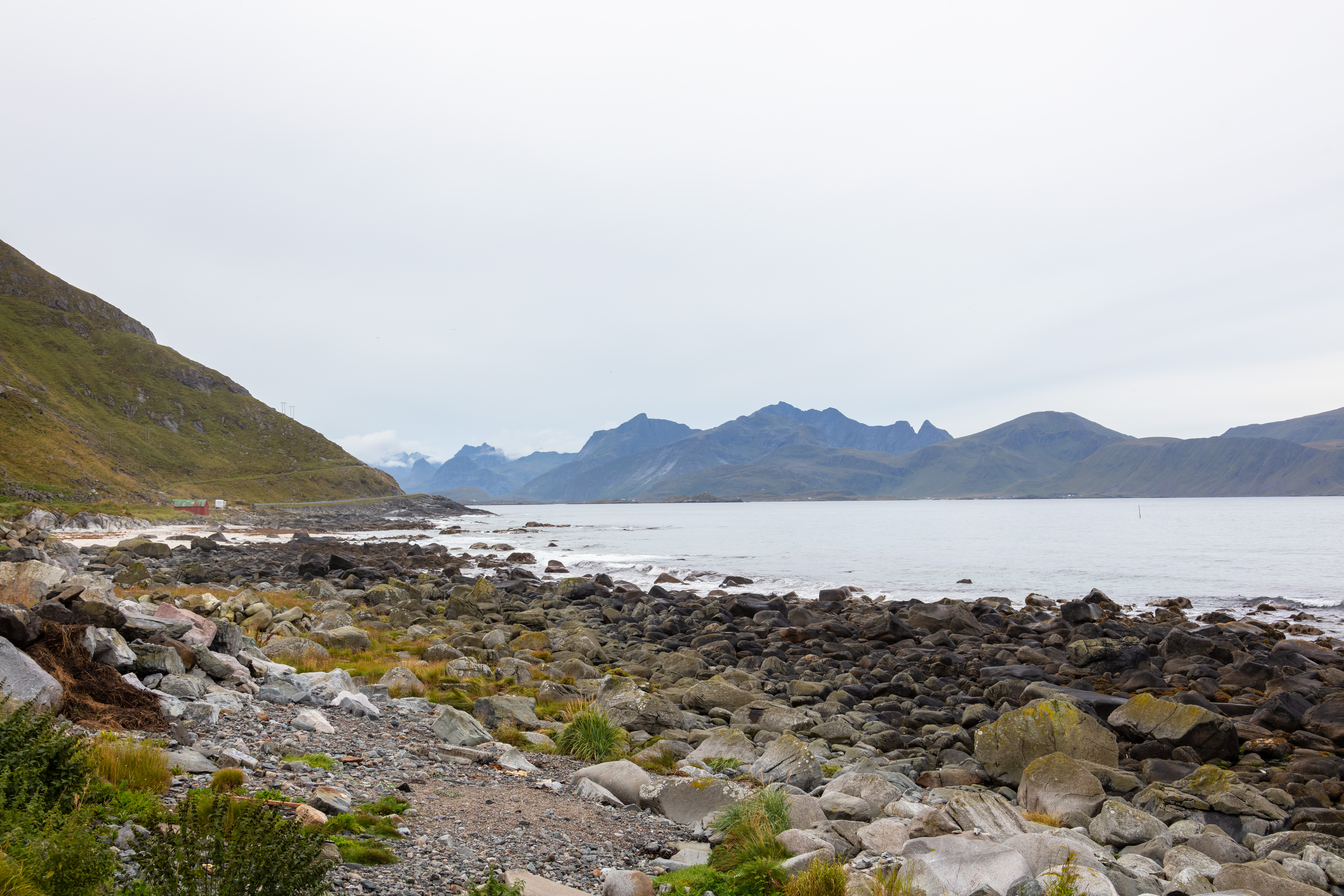
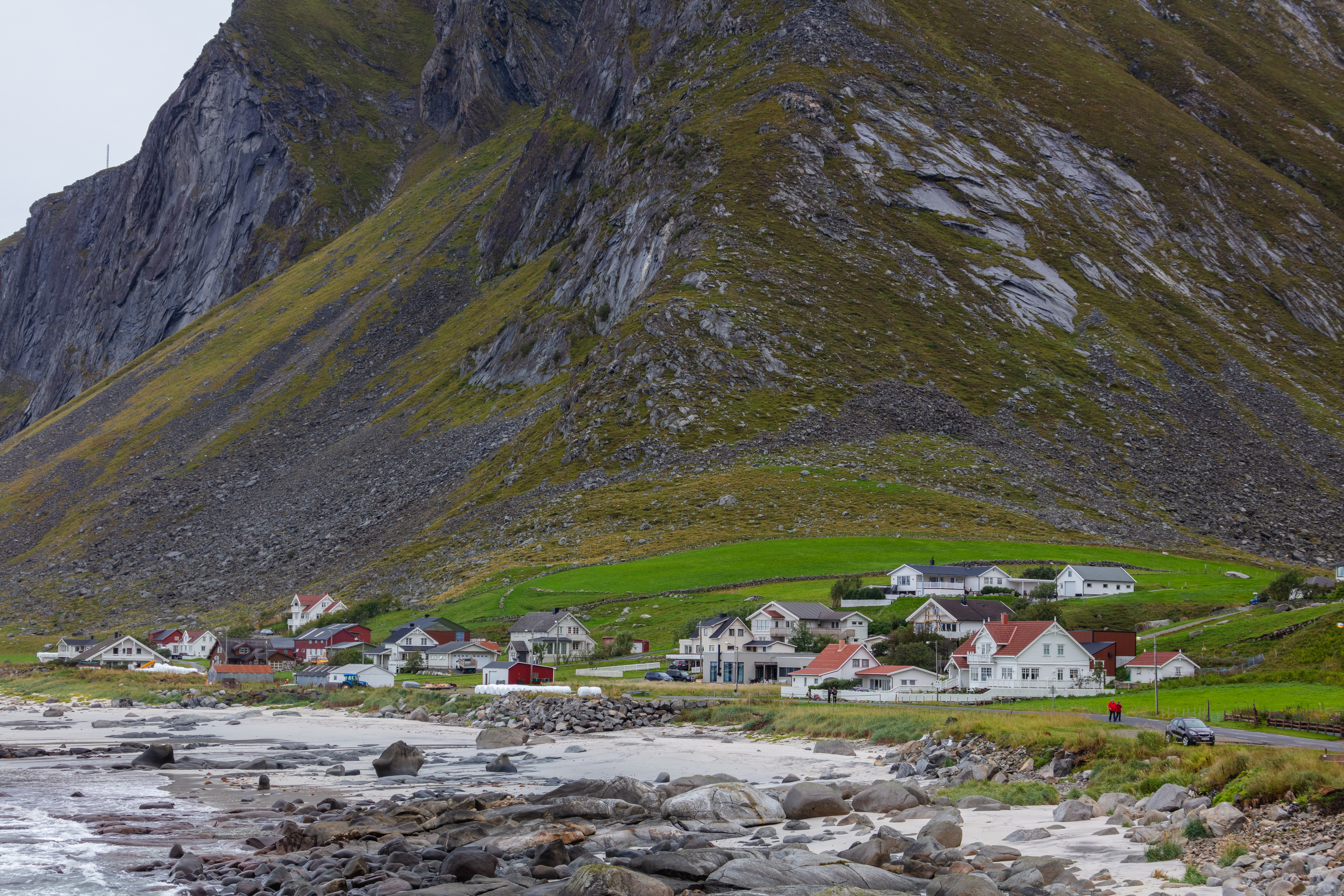
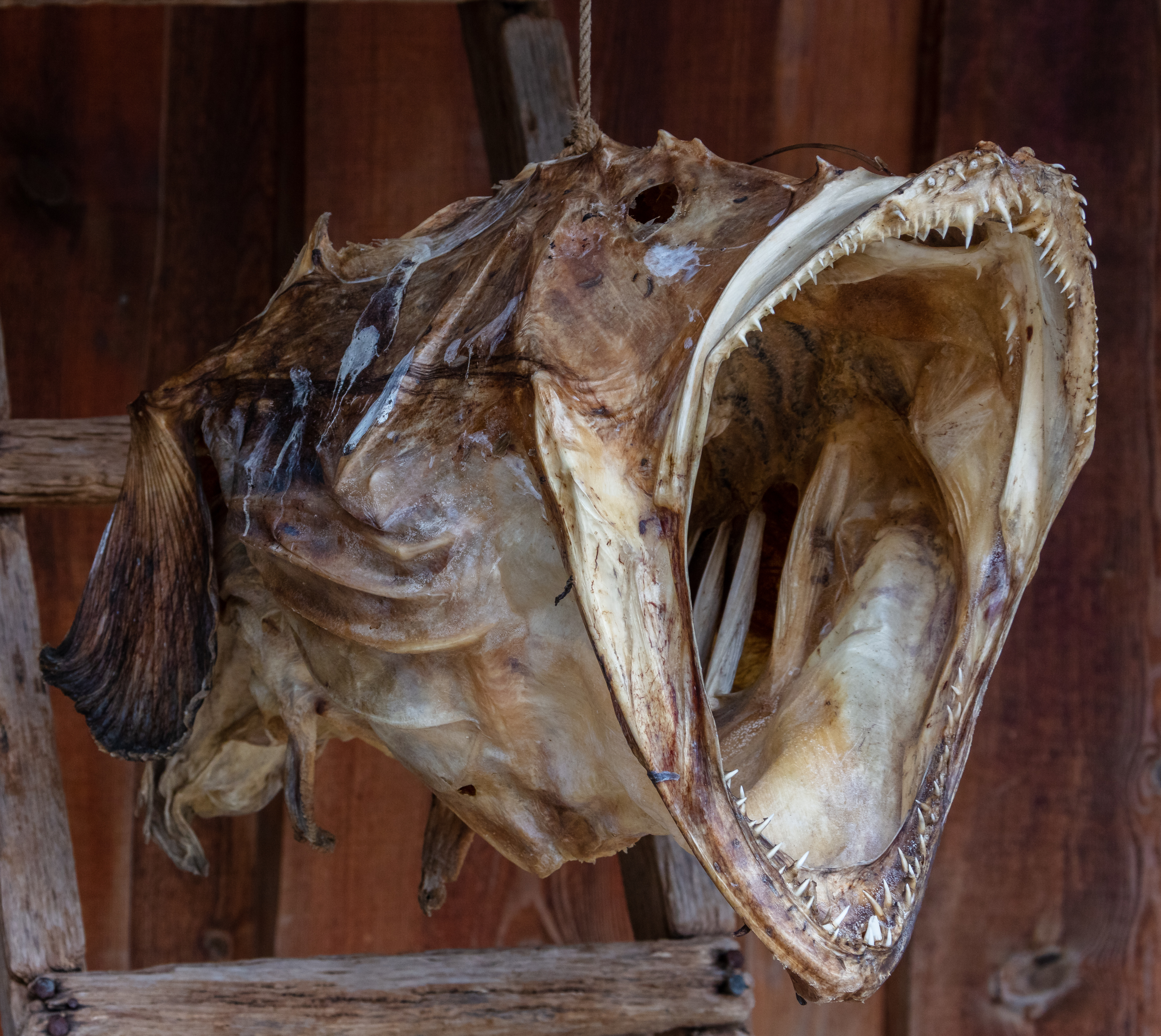